# Olivier Marchal
Olivier Marchal (Talence, 1958. november 14. –) francia filmrendező, forgatókönyvíró.

## Élete
Eredetileg rendőr volt. Filmes karrierjét televíziós detektívsorozatok forgatókönyvírásával kezdte.
Nős, 4 gyermeke van.

## Filmográfia
- 2020 Gazfickók városa (Bronx)
- 2017 Carbon
- 2014 Borderline
- 2011 A Lyon-i banda (Les Lyonnais)
- 2008 MR 73 (MR 73)
- 2004 36 – Harminchat (36 Quai des Orfèvres)
- 2002 Gengszterek (Gangsters)